# Osingahuizen
Osingahuizen (Fries: Osingahuzen of Oasingahuzen) is een plaats in de gemeente Súdwest-Fryslân, in de Nederlandse provincie Friesland. Osingahuizen ligt direct ten noorden van Heeg aan de weg Osingahuzen die ter plaatse kruist met de Wijde Wijmerts.
Osingahuizen heeft blauwe plaatsnaamborden, waardoor de plaats als een dorp zou kunnen worden gezien. Osingahuizen heeft echter geen eigen postcode en valt in het postcodegebied van Heeg.

## Geschiedenis
Osingahuizen is waarschijnlijk rond een uithof van het convenant Hospitaal bij Sneek ontstaan. De plaats werd in 1543 vermeld als Oedsingahuysen, daarna komen ook  Oedsyngahuysen en Oessingahuyssen voor en in 1718 werd het vermeld als Osinga Huysen.
In een oorkonde uit 1476 komt de geslachtsnaam Oedsinga voor, en in andere de persoonsnaam Oeds. Mogelijk de oorspronkelijke naamgevers van deze nederzetting (huizen). De latere duiding zou dan weer duiden op het geslacht Osinga.
Tot 2011 behoorde Osingahuizen tot de voormalige gemeente Wymbritseradeel.

## Openbaar vervoer
- Lijn 46: Sneek - Jutrijp - Hommerts - Osingahuizen - Heeg - Lytshuizen - Oudega

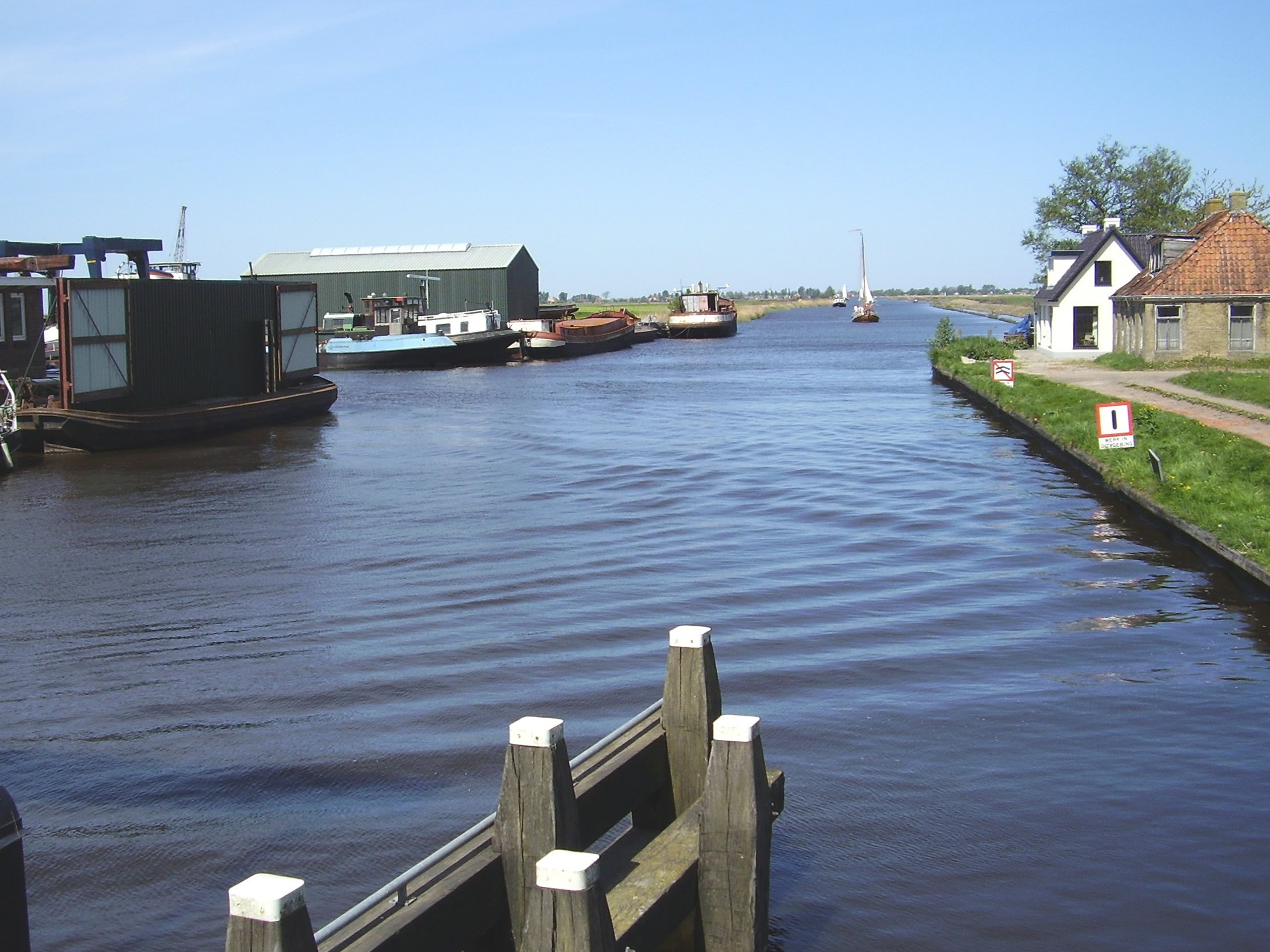
De Wijde Wijmerts in Osingahuizen

Steden: Bolsward · Hindeloopen · IJlst · Sneek · Stavoren · Workum

Dorpen en gehuchten: Abbega · Allingawier · Arum · Blauwhuis · Bozum · Breezanddijk · Britswerd · Burgwerd · Cornwerd · Dedgum · Deersum · Edens · Exmorra · Ferwoude · Folsgare · Gaast · Gaastmeer · Gauw · Goënga · Greonterp · Hartwerd · Heeg · Hemelum · Hennaard · Hichtum · Hidaard · Hieslum · Hommerts · Idsegahuizum · IJsbrechtum · Indijk · It Heidenskip · Itens · Jutrijp · Kimswerd · Kornwerderzand · Koudum · Kubaard · Loënga · Lollum · Longerhouw · Lutkewierum · Makkum · Molkwerum · Nijhuizum · Nijland · Offingawier · Oosterend · Oosterwierum · Oosthem · Oppenhuizen · Oudega · Parrega · Piaam · Pingjum · Poppingawier · Rauwerd · Rien · Roodhuis · Sandfirden · Scharl · Scharnegoutum · Schettens · Schraard · Sijbrandaburen · Terzool · Tirns · Tjalhuizum · Tjerkwerd · Uitwellingerga · Waaxens · Warns · Westhem · Wieuwerd · Witmarsum · Wolsum · Wommels · Wons · Woudsend · Zurich

Buurtschappen: Abbegaasterketting · Anneburen · Arkum · Atzeburen · Baarderburen · Baburen · Bernsterburen · De Bieren · De Blokken · De Hel · De Grits · De Kat · De Klieuw · De Polle · De Wieren · Dijksterburen · Doniaburen · Draaisterhuizen · Driehuizen · Eemswoude · Engwerd · Engwier · Exmorrazijl · Feyteburen · Flansum · Galamadammen · Gooium · Grauwe Kat · Grote Wiske · Grotewierum · Harkezijl · Hayum · Hemert · Hidaarderzijl · Hoekens · Hornsterburen · Idzega · Idserdaburen · Indijk (Bozum) · Jet · Jonkershuizen · Jousterp · Jouswerd · Kampen · Kleine Gaastmeer · Kleine Wiske · Kleiterp · Kooihuizen · Koufurderrige  · Kromwal · Koudehuizum · Laaxum · Laad en Zaad · Lippenwoude · Lytshuizen · Makkum (Bozum) · Meilahuizen · Montsamaburen · Nijeburen · Nijeklooster · Nijezijl · Oosthem (Witmarsum) · Osingahuizen · Piekezijl · Remswerd · Rijtseterp · Scharneburen · Schrok · Sieswerd · Sjungadijk · Smallebrugge · Sotterum · Speers  · Strand · Swaanwerd · Swarte Beien · Tsjerkebuorren · Vierhuizen · Viersprong · Vijfhuis · Vissersburen  · Het Vliet· Westerlittens · Wolsumerketting · Wonneburen · Ypecolsga

 Voormalige buurtschappen: Aaksens · Angterp · De Band · Barsum · De Bird · Bittens · Bloemkamp · Bootland · Bovenburen · Doniawier · Goëngamieden · Hiddum · Houw · Knossens · De Nes · Ottenburen · Sandfirderrijp · Slijp · Spijk · De Weeren 

Friesland: Steden en dorpen      Nederland: Provincies · Gemeenten